# ماساتو يوشي
ماساتو يوشي (باليابانية: 吉井理人؛ بالكانا: よしい まさと) هو لاعب كرة قاعدة ياباني، ولد في 20 أبريل 1965 في آريداغاوا في اليابان.

## وصلات خارجية
- ماساتو يوشي على موقع دوري كرة القاعدة الرئيسي (الإنجليزية)
- ماساتو يوشي على موقع الدوري الياباني لكرة القاعدة (الإنجليزية)
- ماساتو يوشي على موقعبيزبول رفرنس.كوم (الدوري الرئيسي) (الإنجليزية)
- ماساتو يوشي على موقعبيزبول رفرنس.كوم (الدوري الثانوي) (الإنجليزية)
- ماساتو يوشي على موقع إي إس بي إن.كوم (أم.أل.بي) (الإنجليزية)
- ماساتو يوشي على موقع مشجعي الرسوم البيانية (الإنجليزية)
- ماساتو يوشي على موقع IMDb (الإنجليزية)